# Trupanea ageratae
Trupanea ageratae
 es una especie de insecto díptero que Benjamin describió científicamente por primera vez en el año 1934.
Esta especie pertenece al género Trupanea de la familia Tephritidae.